# The Zone of Hope
The Zone of Hope (TZOH) és una exposició inaugurada per Aigües de Barcelona i portada a terme a la ciutat de Barcelona que mostra, a través de la tecnologia de realitat immersiva extrema, les conseqüències del canvi climàtic. A partir de la hiperrealitat virtual, l'exposició ofereix un món on el CO2 de l'atmosfera ha canviat tot l'entorn. Aquesta experiència es pot visitar fins al 20 de gener al Reial Cercle Artístic de Barcelona, lloc on es va realitzar l'acte de presentació del projecte. Com va dir Àngel Simón, el president d'Aigües de Barcelona: 
" 'The Zone of Hope' anticipa una realitat que podria tenir lloc d'aquí a molts anys. I aquesta voluntat d'anticipar-se ha estat sempre el talent d'Aigües de Barcelona. ".
A The Zone of Hope la plaça d'Espanya és plena d'aigua i el pantà de la Baells ja no en té. Amb l'ajuda de la Violeta, la protagonista de la història, els participants de l'experiència visiten una glacera de l'Àrtida, el pantà de la Baells a l'any 2068 i la plaça d'Espanya. D'aquesta manera, amb entorns tan propers com són la plaça i el pantà, es genera un sentiment d'urgència que fa reflexionar a totes les persones que gaudeixen de l'exposició. Quan s'acaba la immersió, per a concloure la reflexió del visitant, es projecta una peça audiovisual que recull imatges impactants i missatges en contra del canvi climàtic de persones com Barack Obama, Leonado Di Caprio, Al Gore i Dalai Lama. També hi ha al final una pantalla interactiva que recomana accions per a frenar la situació.